# Kameyama (localitate)

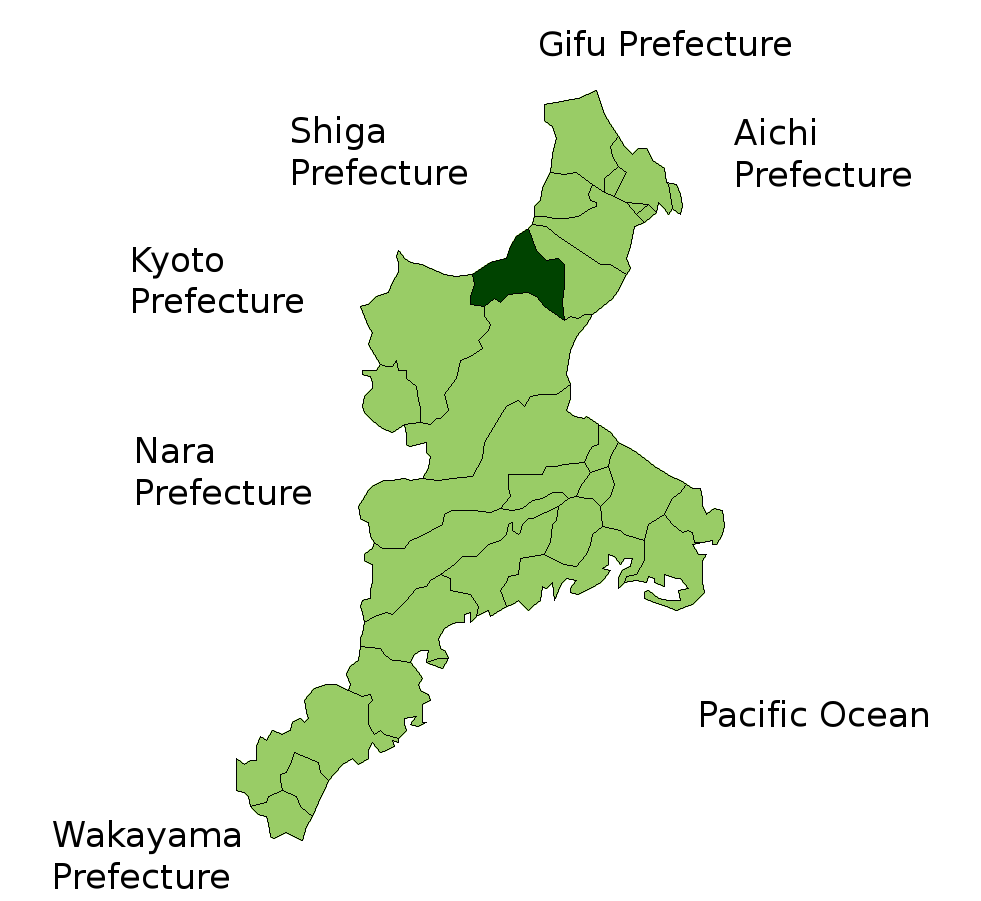

Kameyama (亀山市 Kameyama-shi?) este un municipiu din Japonia, prefectura Mie.